# Diyale
Diyale (nep. दियाले) – gaun wikas samiti we wschodniej części Nepalu w strefie Sagarmatha w dystrykcie Okhaldhunga. Według nepalskiego spisu powszechnego z 2001 roku liczył on 512 gospodarstw domowych i 2597 mieszkańców (1367 kobiet i 1230 mężczyzn).